# کیسوکه ساکا
کیسوکه ساکا (انگلیسی: Keisuke Saka؛ زادهٔ ۷ مهٔ ۱۹۹۵) بازیکن فوتبال اهل ژاپن است.